# 28B villamos (Budapest)
A budapesti 28B jelzésű villamos a Keleti pályaudvar metróállomás és az Új köztemető (Kozma utca) között közlekedik, kizárólag mindenszentek környékén. Célja a Fiumei úti sírkert, az Új köztemető és a Kozma utcai izraelita temető kényelmesebb megközelítése a megnövekedő utasforgalom idején. A viszonylatot a Budapesti Közlekedési Zrt. üzemelteti. A 28B villamos egy időszakos betétjárat, teljes vonalon a 28-as villamos közlekedik a Blaha Lujza tértől.

## Története
1958-ban a 28-as villamos kizárólag mindenszentek környékén közlekedő sűrítő járatot kapott T jelzéssel, ami (először október 26-án) a Baross tér – Kőbányai út – Új köztemető útvonalon járt. 1963-tól 28B, 1970–75 között 28Y jelzéssel indult, 1976-ban már az ideiglenesen meghosszabbított 36-os közlekedett helyette. A villamosüzemet 1968 óta a BKV üzemelteti, ezt megelőzően a Fővárosi Villamosvasút (1949-től) kezelte.
2009-ben 28A jelzéssel új temetői betétjárat indult Kőbánya alsó vasútállomás (Mázsa tér) és Új köztemető (Kozma utca) között. A viszonylat 2010-ben már a Keleti pályaudvar – Izraelita temető útvonalon közlekedett. 2011-ben szünetelt, a következő évben már 28B jelzéssel indult újra az Új köztemető (Kozma utca) végállomásig rövidítve. 2013–14-ben a 37B villamos járt helyette a Salgótarjáni utcán át, 2015 óta (2018 kivételével) ismét közlekedik a Keleti pályaudvar – Új köztemető (Kozma utca) útvonalon.

## Útvonala
| Új köztemető (Kozma utca) felé |
| Keleti pályaudvar M vá. – Festetics György utca – Fiumei út – Teleki László tér – Fiumei út – Orczy tér – Kőbányai út – Liget tér – Kőrösi Csoma Sándor út – Élessarok – Dreher Antal út – Maglódi út – Sírkert út – Kozma utca – Új köztemető (Kozma utca) vá. |
| Keleti pályaudvar metróállomás felé |
| Új köztemető (Kozma utca) vá. – Kozma utca – Sírkert út – Maglódi út – Dreher Antal út – Élessarok – Kőrösi Csoma Sándor út – Liget tér – Kőbányai út – Orczy tér – Fiumei út – Teleki László tér – Fiumei út – Festetics György utca – Keleti pályaudvar M vá. |

## Megállóhelyei
Az átszállás kapcsolatok között a Magdolna utca és Új köztemető (Kozma utca) között azonos útvonalon közlekedő 28-as és 28A villamos nincs feltüntetve.
| 0  | Keleti pályaudvar M végállomás       | 35 | 73, 76, 78, 79, 80 23, 24 5, 7, 7E, 8E, 20E, 30, 30A, 107, 110, 112, 133E, 230 Keleti pályaudvar |
| 1  | Dologház utca                        | 33 | 23, 24                                                                                           |
| 3  | Magdolna utca                        | 32 | 23, 24, 37                                                                                       |
| 5  | Orczy tér                            | 30 | 23, 24 72 9                                                                                      |
| 7  | Kőbányai út 21.                      | 29 |                                                                                                  |
| 9  | Kőbányai út 31.                      | 27 | 9                                                                                                |
| 10 | Kőbányai út / Könyves Kálmán körút   | 26 | 1 9                                                                                              |
| 11 | Eiffel Műhelyház                     | 25 | 9                                                                                                |
| 12 | Egészségház                          | 24 | 9                                                                                                |
| 14 | Mázsa utca                           | 23 | 9                                                                                                |
| 16 | Kőbánya alsó vasútállomás            | 21 | 3 75 9, 95, 151, 162, 185, 195, 217, 262 Kőbánya alsó                                            |
| 17 | Szent László tér                     | 19 | 3 75 9, 162, 185, 217, 262                                                                       |
| 19 | Ónodi utca                           | 17 | 3 162, 185, 262                                                                                  |
| 21 | Élessarok                            | 16 | 3, 37 85, 161, 161A, 162, 168E, 262                                                              |
| 23 | Sörgyár                              | 14 | 37 161, 162, 168E, 262                                                                           |
| 24 | Jászberényi út / Maglódi út          | 12 | 37 161, 162, 168E, 262                                                                           |
| 25 | Gitár utca                           | 11 | 37                                                                                               |
| 26 | Kocka utca                           | 10 | 37                                                                                               |
| 27 | Kada utca / Maglódi út               | 9  | 37 95, 195                                                                                       |
| 29 | Bajcsy-Zsilinszky Kórház             | 7  | 37 95, 195                                                                                       |
| 30 | Venyige utca                         | 5  | 37 95, 195                                                                                       |
| 32 | Sírkert út                           | 3  | 37 95, 195                                                                                       |
| 33 | Új köztemető                         | 1  | 37 68, 68B, 95, 195, 202E, 268                                                                   |
| 35 | Új köztemető (Kozma utca) végállomás | 0  | 37                                                                                               |